# Eric Malmberg (musiker)
Eric Malmberg, är en svensk organist. 
Han är den orgelspelande halvan av den trummor- och orgelbaserade duon Sagor & Swing. Utöver detta har han gett ut fyra soloskivor: Sju små sagomelodier och en låt som mest är som ett ljud (1996), En skattkista längst nere på botten av ett stort hav (2002), temaskivan Den gåtfulla människan (2005), där alla melodier, harmonier och ljud är genererade av endast hammondorgel samt Verklighet & Beat (2007) där han tar ut svängarna lite och rör sig tillbaks till jazzrötterna, med uppbackning av bland andra Bo Hansson och Goran Kajfes. Malmberg har även en bakgrund som serietecknare och har själv gett ut ett flertal fanzines, bland annat Hansson & Karlsson och den mystiska el-orgeln (1996).

## Diskografi

### Sagor & Swing

#### Album
- 2001 – Orgelfärger
- 2002 – Melodier och fåglar
- 2003 – Allt hänger samman
- 2004 – Orgelplaneten
- 2013 – Botvid Grenlunds park
- 2020 – En musikalisk tolkning av Bröderna Lejonhjärta
- 2025 – Moog på svenska

#### EP
- 1999 – Sagor & Swing
- 2004 – Sagor & Swing

### Solo

#### Album
- 2000 – Sju små sagomelodier och en låt som mest är som ett ljud
- 2002 – En skattkista längst nere på botten av ett stort hav
- 2005 – Den gåtfulla människan
- 2007 – Verklighet & Beat

### Dubbelorganisterna

#### Album
- 2024 – Volym 1